# Французская революция (поэма)
Французская революция — поэма Уильяма Блейка, написанная в 1791 году. По замыслу поэта, поэма должна была состоять из семи книг, но до нашего времени дошла только одна книга. В этой книге Блейк описывает проблемы французской монархии и Взятие Бастилии.

## Предпосылки
Блейк чувствовал, что существует сильная связь между Американской и Французской революциями, и что эти революции имеют всемирное историческое значение. Поэма была задумана как поэтическое описание событий, современником которых стал Блейк, и должна была стать семитомным отчетом Блейка о том как он понимал Французскую революцию. Хотя Блейк не был членом каких-либо радикальных политических организаций в Англии в эту эпоху, его произведения показывают революционность его мыслей, и эта поэма служит своего рода средством участия в дискуссии о Французской революции.
Результатом реакции на Французскую революцию в Англии стала серия преследований англичан которые её поддержали, в частности был заключен в тюрьму Джозеф Джонсон, издатель «Французской революции». Возможно именно это и помешало появлению в свет продолжения поэмы, так как Джонсон был арестован сразу как началась печать первой книги, и проект был прекращен. Единственные страницы, дошедшие до нас это оригиналы первой книги, которые сейчас находятся в коллекции Библиотеки Хантингтона. Несмотря на то, что Джонсон прекратил издание этой поэмы, он затем печатал другие работы Блейка, в том числе «Песни неведения». Помимо единственной уцелевшей копии первой книги, и лишь нескольких упоминаний о поэме до 20-го века, об этой поэме не было ничего известно. Одно из этих упоминаний принадлежало Сэмюэлю Палмеру, последователю Блейка, который написал 10 октября 1827, что он хотел бы найти копию этой поэмы. Другое — Александру Гилкристу, раннему биографу Блейка, который написал 24 ноября 1860 г. Джону Линнеллу, коллекционеру работ Блейка с просьбой ознакомится с рукописью «Французской революции».

## Поэма
Произведение написано семистопным анапесто-ямбическим стихом, стихотворным размером уникальным для поэзии Блейка. Блейк с самого начала поддержал Американскую революцию и считал, что она приведет к свободе не только Америку но и все остальное человечество. Французы, по пониманию Блейка, застряли в проблемной системе феодализма, которую символизировала Бастилия, тюрьма, в которой держали врагов государства. По ходу поэмы возникает требование, чтобы Бастилия была уничтожена, также Блейк объясняет как Американская революция вызвала Французскую.
Время действия первой книги — с мая 1789 года до июля 1789 года. Хотя Блейк опирается на подлинные исторические события, он включает в произведения свой собственный символизм, но это не те символы, которые он использовал в своих мифологических произведениях. Возникает новая символика посвященная Бастилии — семь башен, представляющие различные аспекты репрессивной власти. При развитии темы государственной власти Блейк вводит множество символических фигур, включая представителей феодальной системы — Пэр (Peer), герцог Бургундский (Duke of Burgundy), и Архиепископ Парижский (Archbishop of Paris).

## Темы
В своей работе Блейк подчеркивает проблемы феодальной системы и упадка и разложения французской монархии и церкви. По мнению Г. Е. Бентли, поэма представляет собой «психомахию, войну духов, духов свободы и привилегий. Риторика аристократов в поэме защищает древние бастионы цивилизации». Язык таких дискуссий в поэме крайне политизирован и сменяется риторикой, и Блейк, чтобы преодолеть эту проблему, прибегает к оригинальному языку.
Революция является постоянной темой в работах Блейка. В поэме «Америка» его взгляды выражаются в характере Орка. Во «Французской революции» взгляды высказываются в прямом противопоставлении противникам французской революции, в том числе Эдмунду Бёрку. Блейк связывает миф с историей создавая апокалиптическую картину революции. Другие поэты-романтики также использовали апокалиптические образы, но у Блейка они имеет сильную моральную основу. Так же как и при описании своих взглядов на Американскую революцию в «Америке», или взглядов, высказанных в «Видениях Дочерей Альбиона», в «Французской революции» современная ему политика оставалась частью его мифологической системы.